# Перл (Мозел)
Перл (њем. Perl) град је у њемачкој савезној држави Сарланд. Једно је од 7 општинских средишта округа Мерциг-Вадерн. Према процјени из 2010. у граду је живјело 7.267 становника. Посједује регионалну шифру (AGS) 10042115.

## Географски и демографски подаци
Перл се налази у савезној држави Сарланд у округу Мерциг-Вадерн. Град се налази на надморској висини од 254 метра. Површина општине износи 75,1 km². У самом граду је, према процјени из 2010. године, живјело 7.267 становника. Просјечна густина становништва износи 97 становника/km².